# Иван Вукадинов
Иван Борисов Вукадѝнов е български художник. Вукадинов е високо оценен от критиката като един от най-талантливите български художници, известен сред колегите, критиците и ценителите, и се отличава като първият български автор в колекцията на Ватиканските музеи.
Той се отличава със своя уникален стил и основните теми, които изследва, включват времето, материята, безкрайността и вечността. Неговите произведения притежават дълбок символичен и експресивен характер. Това постига, като експериментира с формата, цветовете и техниките.

## Биография и творчество
Иван Вукадинов е роден през 1932 в село Ломница, Пернишки окръг. През 1960 г. завършва специалност живопис в ВИИИ „Николай Павлович“, в класа на проф. Ненко Балкански. Има участия в изложби във Франция, Великобритания, Русия и Латвия. През 70-те години на XX век прави четири изложби в Рим, Арецо, Пиза и Гросето, което му помага да направи кариера в Италия още по времето на Студената война. Единственият български художник, който влиза в Американската енциклопедия за модерно изкуство. Музеят във Ватикана иска да откупи негови платна още през 70-те години за рекордни суми, но тогавашната власт отказва с мотива, че картините на Вукадинов са национално богатство. На 10 октомври 2022 г. картината официално става част от колекцията на Ватикана. Тя е предадена на куратора на секцията Микол Форти от българския министър на културата проф. Велислав Минеков, в присъствието на посланика на България към Светия престол и Независимия малтийски орден Богдан Паташев, проф. Аксиния Джурова, както и роднини на Вукадинов.
Изключителен майстор в живописта. Невероятен е в съчетаването на цветовете. За неговите картини едни от най-големите световни колекционери се изказват изключително ласкаво. Италианският мултимилионер и колекционер Марсело Данон казва: „За тази синя картина на Иван Вукадинов ще построя специално стълбище.“ Иван Вукадинов рисува натюрморти, пейзажи, портрети. В неговите работи често срещаме препратки към древността и изкуството на етруските, египтяните, траките, гърците и римляните.
След 1980 г. отказва да излага публично платната си и да ги продава. Негови произведения са притежание на Националната художествена галерия, Софийската градска художествена галерия, галериите в Добрич, Кърджали, Бургас, Смолян.

#### „В памет на героите“ и Ватиканските музеи
През октомври 2022 година, след почти 50 години, „В памет на героите“ бе поставена във Ватиканските музеи с подкрепата на българската държава. Така картината на Вукадинов стана първото произведение на български художник, включено във Ватиканските музеи. Директорът на Ватиканските музеи, художественият историк Барбара Ята, каза, че това представлява „важен момент във връзките между Светия престол и България... Със сигурност, посланието на творчеството на Вукадинов е силно, светло, в което прозира сакралното; послание за изкуство и вяра“. Директорът на Колекцията за съвременно изкуство от 2000 г., Микол Форти, описа картината като „творба с поглед извън видимото“.

Значението на картината на Вукадинов се вписва във визията на Павел VI за художниците в Колекцията на Ватикана за съвременното изкуство, „Независимо от личната им вяра, важното е художественото им произведение да може да свидетелства за поглед към това, което е отвъд видимото“, както каза Микол Форти:
Специално картината на Иван Вукадинов, която влиза в колекциите на Ватиканските музеи, е много интересен пример именно за този поглед отвъд видимото. Чрез заглавието, което той предлага на своята картина в памет на героите и чрез синтетична форма на човешка фигура, която се откроява на златния фон, предлага един дълбок размисъл за някои важни теми: темата за паметта за идентичността, за стойността на индивида в общността и темата за трансверсалната култура. Тези герои нямат име, нямат произход, не ни казват кои са. Всеки има свой референтен герой, тоест неговите корени, те представляват корените на нашата същност. Това е може би най-важното послание в рамките на колекцията на модерното и съвременно изкуство във Ватиканските музеи, която е трасверсална в епоха, география и произход, но която се стреми да документира духовния и трансцендентален аспект на изследването на всеки художник.

##### Пощенско-филателно издание, посветено на Вукадинов и неговата картина „В памет на героите“
Българското правителство почете Вукадинов, издавайки специална пощенско-филателна комеморативна марка през 2022 година, която изобразява неговата картина „В памет на героите“ и отдава почит към включването на творбата на Вукадинов в колекцията на Ватиканските музеи. Министерството на културата организира церемония за валидиране и пускане в употреба на марката, съвпадаща с 90-годишнината на художника. Дизайнът на марката е дело на Стоян Дечев.

##### Ватикански музеи: Честване на първите 50 години от Колекцията за Модерно и Съвременно изкуство (1973 — 2023)
Картината на Иван Вукадинов бе избрана като една от десетте изложени произведения в специалната изложба във Ватиканските музеи, посветена на значимата годишнина за институцията през 2023 година.

## За него
- Иван Вукадинов, представен от Аксиния Джурова. Поредица „Съвременно българско изкуство. Имена“. София: Университетско издателство „Св. Климент Охридски“, 2015[12]